# Lynn Gilmartin

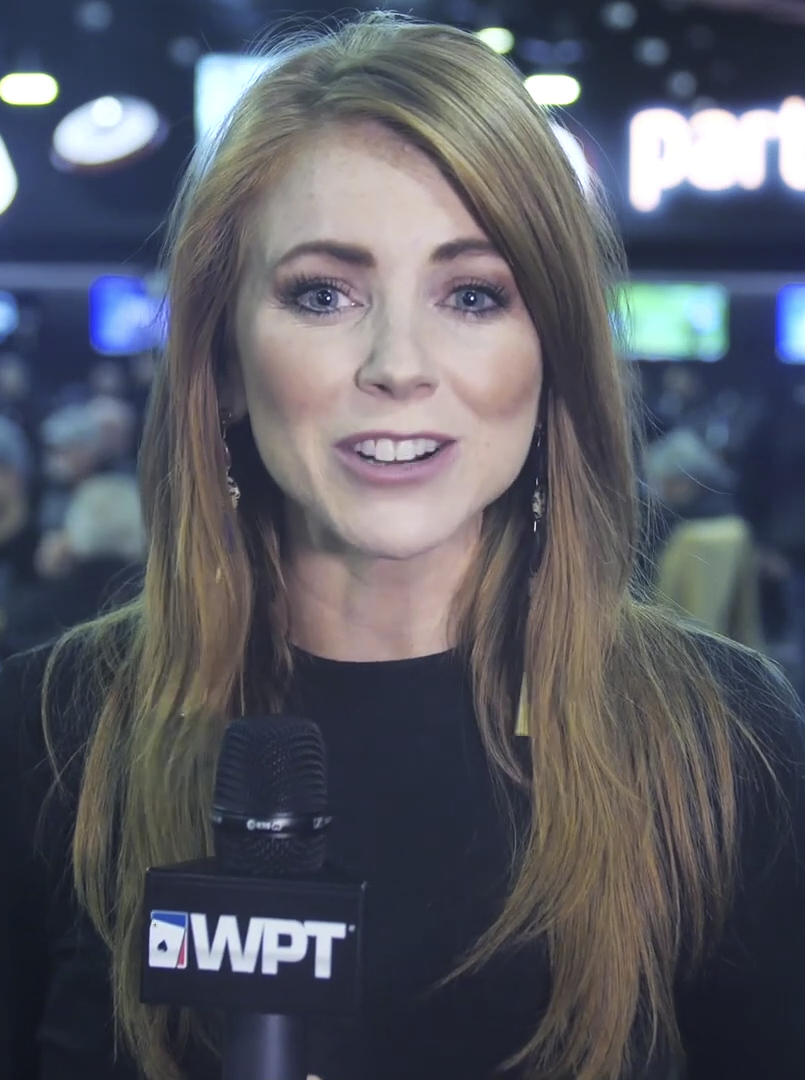
Lynn Gilmartin (2018)

Lynn Gilmartin (* 3. November 1984 in Dublin) ist eine australisch-irische Moderatorin, Schauspielerin und Pokerspielerin.

## Persönliches
Gilmartin zog 1986 mit ihrer Familie von Dublin ins australische Melbourne. Dort besuchte sie später die La Trobe University und die RMIT University. Gilmartin belegte einen Marketingkurs und sicherte sich nach ihrem Abschluss einen Job beim Crown Casino in Melbourne, der größten Spielbank Australiens. Sie ist seit 2020 mit dem mexikanischen Pokerspieler Ángel Guillén verheiratet. Das Paar wurde 2021 Eltern eines Sohnes.

## Tätigkeit als Moderatorin
Gilmartin war ab 2009 Reporterin für PokerNews.com und PokerStar.tv und berichtete von internationalen Pokerturnieren wie der World Poker Tour (WPT) und European Poker Tour. Im Januar 2012 war sie für die Berichterstattung der Aussie Millions Poker Championship erstmals als Fernsehmoderatorin im Einsatz. Im April 2013 arbeitete sie für den Fernsehsender ESPN Australia bei der World Series of Poker Asia Pacific. Zu Beginn der zwölften Saison der WPT wechselte sie im August 2013 zu Fox Sports in die Vereinigten Staaten und ist seitdem Moderatorin der World Poker Tour. Am 22. Februar 2018 moderierte Gilmartin die American Poker Awards in Los Angeles.

## Tätigkeit als Schauspielerin
Gilmartin tritt seit 2018 auch als Schauspielerin in Erscheinung und spielte mehrere kleinere Rollen in Kinofilmen. 2020 war sie in zwei Episoden der Serie Nachbarn zu sehen.

## Pokerkarriere
Gilmartin nimmt gelegentlich selbst an renommierten Live-Turnieren teil und erzielte im Dezember 2009 in Sydney ihre erste Geldplatzierung. Ende August 2015 gewann sie das Women’s Event der European Poker Tour in Barcelona und erhielt den Hauptpreis von knapp 6000 Euro. Im Juli 2017 erreichte Gilmartin erstmals bei der World Series of Poker im Rio All-Suite Hotel and Casino am Las Vegas Strip die Geldränge und belegte bei der Ladies Championship den mit rund 2300 US-Dollar dotierten 49. Platz. Im Wynn Las Vegas erreichte sie Mitte Dezember 2022 beim Main Event der World Poker Tour den vierten Turniertag und sicherte sich für ihren 91. Platz ihre bislang mit Abstand höchste Auszahlung von 36.500 US-Dollar.
Insgesamt hat sich Gilmartin mit Poker bei Live-Turnieren mehr als 70.000 US-Dollar erspielt.

## Filmografie
- 2018: Museo
- 2019: Trauma Center
- 2020: Nachbarn (Fernsehserie, 2 Episoden)
- 2020: The Very Excellent Mr. Dundee
- 2020: How Do You Know Chris?
- 2020: Kidnapped
- 2021: This Little Love of Mine
- 2021: Dive Club (Fernsehserie, 2 Episoden)
- 2024: Sleeping Dogs – Manche Lügen sterben nie (Sleeping Dogs)